# Спорле, Адриан
Адриан Марсело Спорле (исп. Adrián Marcelo Sporle; родился 13 июля 1995, Сентенарио, Аргентина) — аргентинский футболист, защитник клуба «Арсенал» (Саранди).

## Клубная карьера
Спорле — воспитанник клуба «Банфилд». 7 июня 2014 года в матче против «Униона Санта-Фе» он дебютировал в Примере B Насьональ. По итогам сезона Адриан помог клубу выйти в элиту. 18 апреля 2016 года в матче против «Патронато» он дебютировал в аргентинской Примере. 19 ноября в поединке против «Арсенала» из Саранди Адриан забил свой первый гол за «Банфилд». Летом 2019 года Спорле на правах свободного агента подписал контракт с шотландским «Данди Юнайтед». 21 сентября в матче против «Арброта» он дебютировал в Чемпионшипе. 